# Јожеф Тот II
Јожеф Тот (мађ. Tóth József; Будимпешта, 16. мај 1929 − 9. октобар 2017) био је мађарски фудбалер и репрезентативац. У мађарској фудбалској јавности је био познат као Тот II (Tóth II). Јожефов брат Михаљ Тот је био старији и он је у репрезентативном саставу био познат као Тот II (Tóth II).
Јожеф Тот је играо за Чепели Вашаш (Csepeli Vasas), данас познат као ФК Чепел (Csepel SC) у периоду од 1953. до 1956. године. У Чепелу је играо на свим позицијама осим голмана али највише као нападач и десно крило.
За репрезентацију је играо увек на позицији десног крила у периоду од 1953. до 1956. године. Као повремени члан Златног тима одиграо је укупно 12 утакмица и постигао је пет голова, од којих један на светском првенству 1954. у Француској. Прву репрезентативну утакмицу је одиграо 4. октобра 1953. године у сусрету Мађарске против Бугарске, утакмица је завршена нерешеним резултатом 1:1. Своју задњу утакмицу је одиграо 19. фебруара 1956. године против Турске, Мађари су ову утакмицу изгубили са 3:1. На светском првенству 1954. је одиграо две утакмице.